# Zündeisen

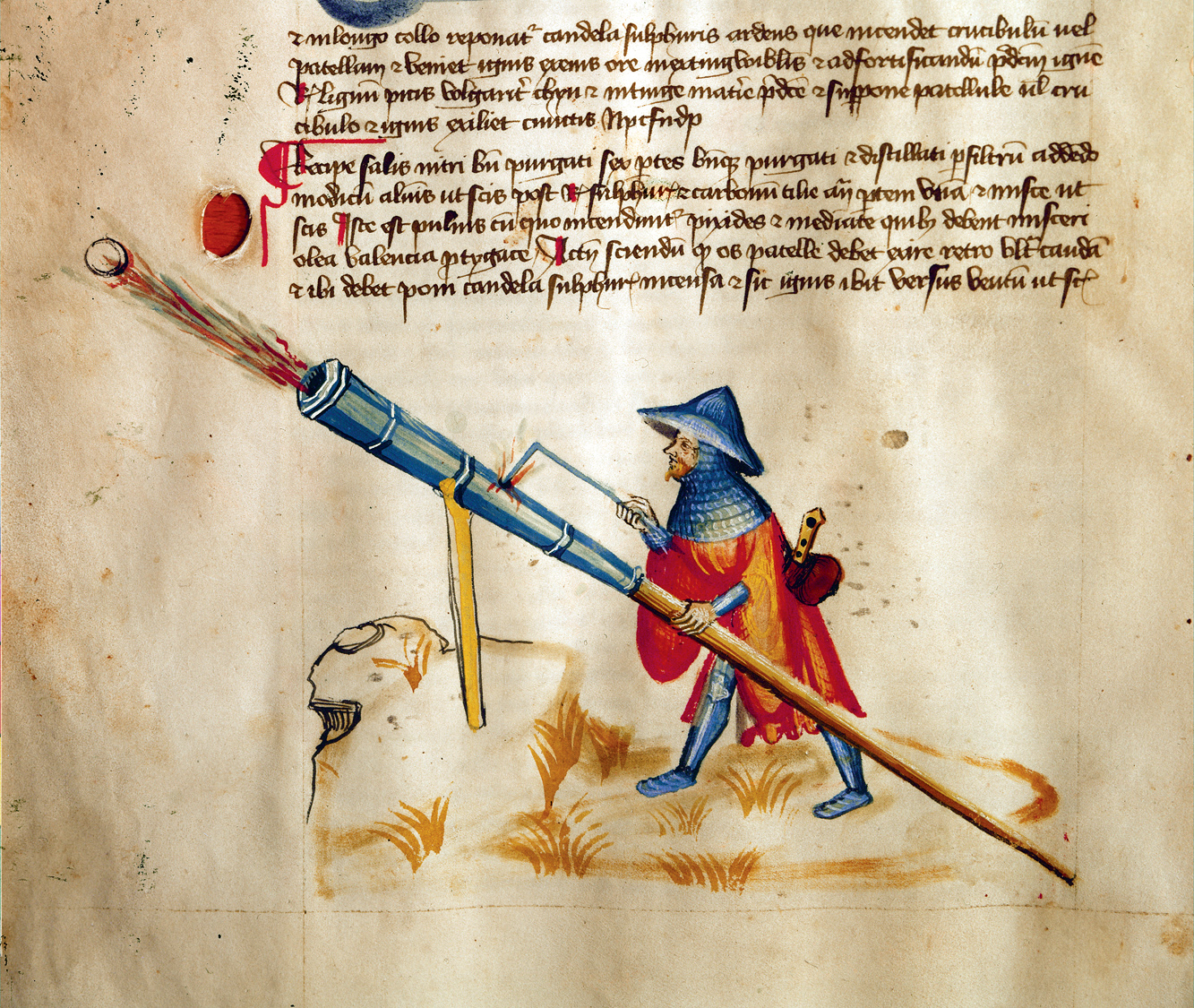
Zünden eines Handrohrs mit einem heißen Zündeisen (Konrad Kyeser: Bellifortis um 1400)

Das Zündeisen, auch Loseisen, Zündhaken oder Zündeisen, ist ein Zündmittel für frühe Vorderladerwaffen und Kanonen, das von den Anfängen der Feuerwaffen im 11./12. Jahrhundert bis in das 17. Jahrhundert praktische Verwendung fand. Aus diesem Zeitraum stammende historische Bezeichnungen sind unter anderen: entcyndeeisen (Entzündeisen), czundehoken (Zündhaken), oder Pengeisen (Empfangeisen).

## Aufbau
Loseisen bestehen in der Regel aus einer ofenhaken-ähnlich gebogene Eisenstange, die am Hakenende zugespitzt oder mit einer olivenförmigen Spitze versehen ist. Loseisen für größere Geschütze wie Kanonen oder Mörser haben am hinteren Ende eine Tülle, mit der sie auf eine bis zu zwei Meter lange Holzstange aufgesetzt sind, damit der Kanonier das Geschütz mit einem minimalen Sicherheitsabstand zünden kann.

## Anwendung
Zum Anzünden der Geschütze muss die Spitze des Loseisens in einem Feuer glühend gemacht und anschließend in das mit Zündkraut gefüllte Zündloch oder auf die Pulverpfanne gesetzt werden. Das Zündkraut entzündet sich an der heißen Loseisenspitze und brennt entlang des Zündlochs in die Pulverkammer des Geschützes durch, wo es die eigentliche Treibladung des Geschützes zündet. Um das Zündkraut zuverlässig anzünden zu können, muss die Spitze deutlich heißer als die Zündtemperatur des Schwarzpulvers von 170 °C sein. Dazu muss das Loseisen zügig aus dem Feuer genommen und auf das Zündloch gesetzt werden. Dieser Umstand erfordert, dass der Kanonier in unmittelbarer Nähe des Geschützes nicht nur mit Schießpulver zum Laden des Geschützes hantieren muss, sondern auch mit offenem Feuer in einem Kohlebecken oder einem Feuerkorb. Dies barg ein hohes Unfallpotenzial, da aus dem Kohlebecken wehende Funken leicht verschüttetes Pulver entzünden oder Schießpulvervorräte zur ungewollten Explosion bringen konnte.
In der Folge setzte sich zunehmend die Zündung mittels einer langsam glimmenden Lunte auf einem Luntenstock durch, mit dem das Zündkraut im Zündloch angezündet wurde. Diese sind einfacher und sicherer zu handhaben, sie können glimmend bereitgehalten werden und die Gefahr ungewollt herumfliegender Funken ist deutlich geringer. Die Entwicklung von Zündschnüren oder Sicherheitsanzündschnüren machte schließlich das Zündkraut in den Büchsen überflüssig, da mit ihnen die Treibladung direkt gezündet werden konnte. Im Bereich des Böllerschießens erhielt sich die Loseisenzündung hingegen bis um die Mitte des 20. Jahrhunderts.
Musste eine Kanone beim Rückzug aufgegeben werden, wurde die Spitze des Zündeisens, oder auch ein einfacher Eisennagel in das Zündloch geschlagen und abgebrochen, um die Waffe unbrauchbar zu machen.